# Trattoria

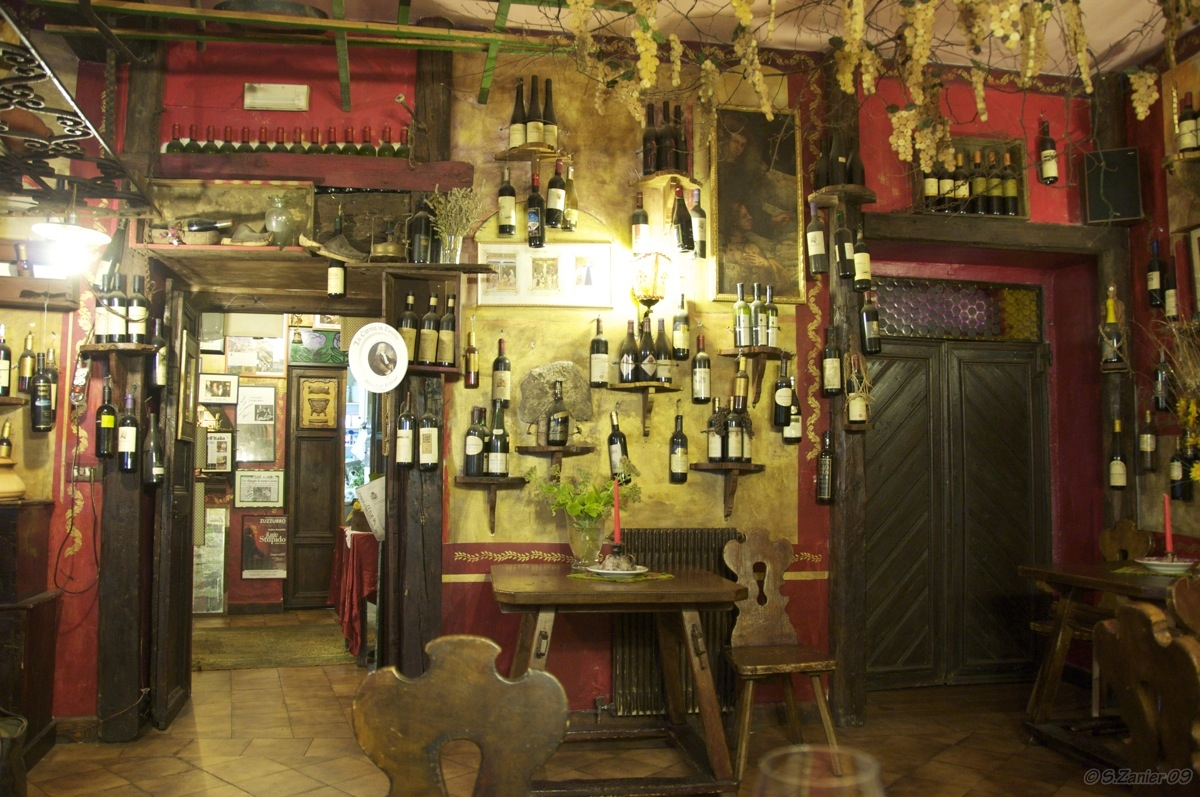
Uma trattoria característica em Tolmezzo, Friuli

Uma trattoria é um tipo de estabelecimento gastronômico de  culinária italiana caracterizado por ser geralmente muito menos formal do que um ristorante, mas mais formal que uma osteria.

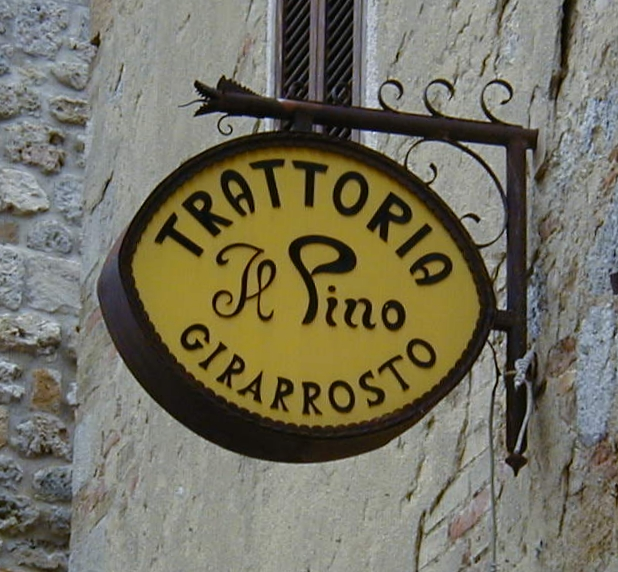
Letreiro de uma trattoria na Toscana

Uma trattoria tradicional normalmente pertence a uma família e possui poucos empregados; não fornece menus impressos e possui serviço casual; o vinho é vendido no decantador vez de garrafa e os preços são baixos, com ênfase em uma clientela fixa, em vez de alta gastronomia. A comida tende a ser modesta, mas farta (a maioria seguindo receitas regionais e locais), às vezes até servida em estilo familiar, em mesas comuns. Essa tradição caseira diminuiu nas últimas décadas. Muitas trattorias assumiram algumas das características dos restaurantes, oferecendo relativamente poucas concessões ao antigo estilo rústico e familiar. O nome 'trattoria' também foi adotado por alguns restaurantes de alto nível.

Opcionalmente, as refeições da trattoria podem ser dispostas em recipientes para serem levados para casa. Etimologicamente, a palavra é cognata com o termo francês traiteur  (um fornecedor de comida para viagem). Derivado em italiano de trarre, que significa "tratar" (do latim tractare/trahere, "desenhar"), sua etimologia também foi relacionada ao termo latino, littera tractoria, que se referia a uma carta que determinava o oferecimento de comida e bebida para funcionários que viajavam a serviço do Sacro Império Romano-Germânico.